# Koorlyriek
De koorlyriek is in Sparta ontstaan. De aanleidingen tot het uitvoeren van koorliederen waren religieuze vieringen en "gewichtige momenten" in een mensenleven (huwelijk, overwinning, overlijden ...).
Ook de latere koorlyriek heeft in haar taalgebruik de Dorische herkomst nooit verloochend (bijvoorbeeld de koorzangen in de Attische tragedie in de 5e eeuw), ook niet toen later in Sparta de kunst een ondergeschikt belang kreeg...
Qua inhoud en structuur had een koorlyriek vaak twee vaste onderdelen:
- de mythos: niet om de aandacht op het verleden te vestigen, maar om de gelijkenis of het verband met de actualiteit te illustreren;
- de gnomai: rijkelijk gebruik van algemeen geldende zinspreuken en levenswijsheid: zelfs het epinikion (= overwinningslied) bevat dergelijke gnomai, en de beschrijving van de (wed)strijd zelf is van ondergeschikt belang.

Qua metriek had de koorlyriek behoorlijk ingewikkelde schema's en strofenbouw; over het algemeen triadische structuur: "strofe" + "antistrofe" in dezelfde maat + "epode" in verschillende maat, enz...
Vertegenwoordigers van de koorlyriek waren: Alcman, Stesichorus, Ibycus, Simonides, Bacchylides en Pindarus.